# King's Lynn

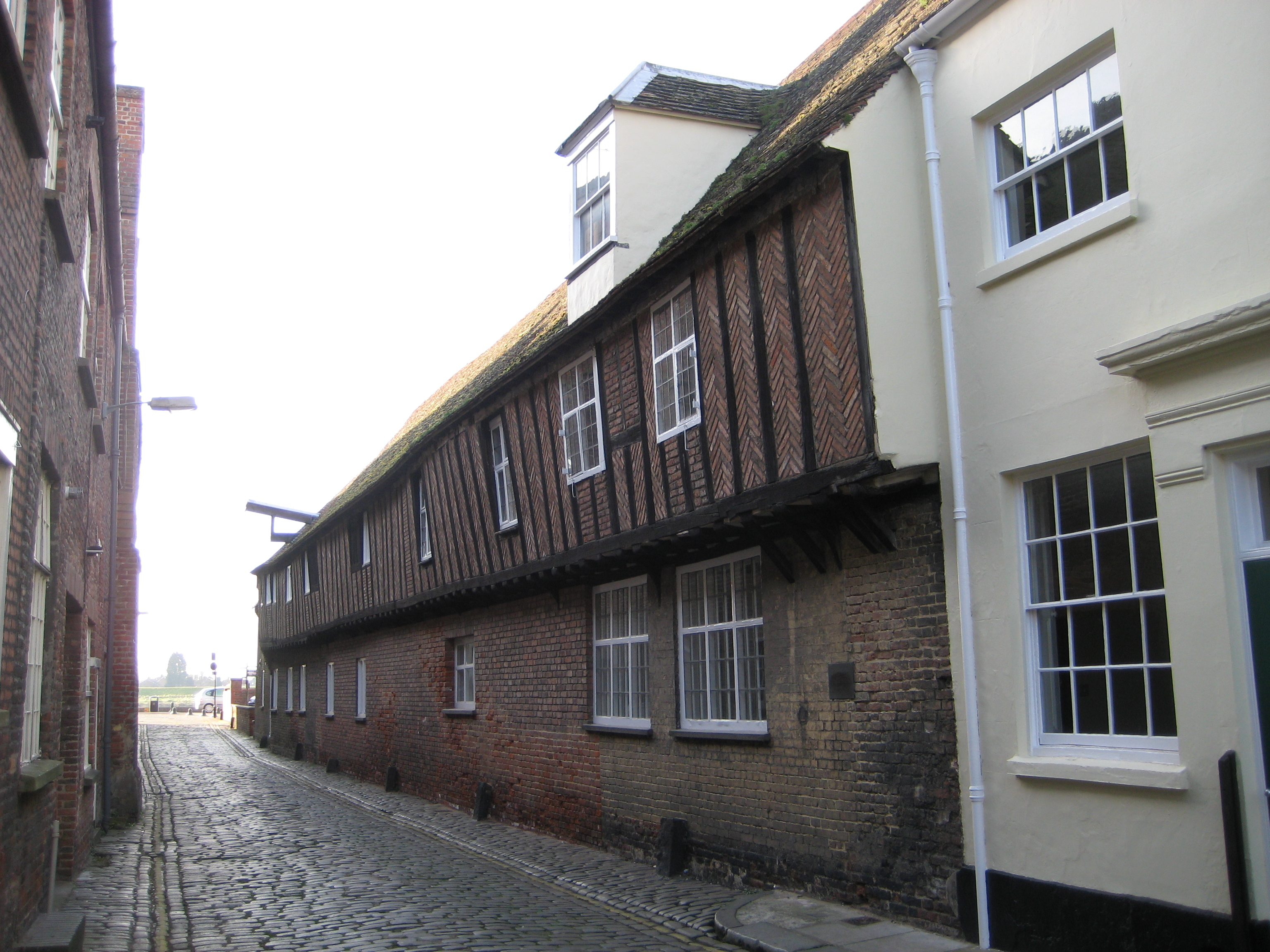
Hansans magasin i King's Lynn.

King's Lynn (före 1537: Bishop's Lynn, ofta enbart: Lynn) är en stad i grevskapet Norfolk i England. Staden är huvudort i distriktet King's Lynn and West Norfolk och ligger vid floden Great Ouse, cirka 62 kilometer väster om Norwich samt cirka 48 kilometer nordost om Peterborough. Tätorten (built-up area) hade 46 093 invånare vid folkräkningen år 2011.
Den brittiska kungafamiljens residens i Norfolk, Sandringham House, är beläget cirka 12 kilometer nordost om King's Lynn. I staden föddes upptäcktsresanden George Vancouver år 1757. I King's Lynn finns ett av Hansans magasin, det enda återstående i England.
King's Lynn har också ett speedwaylag, King's Lynn Stars, som tävlar på King's Lynn Stadium. Banan har använts sedan 1965. År 2012 gick en av deltävlingarna i Lag-VM för speedway här och vanns av Australien.